# John Sparrow David Thompson
Sir John Sparrow David Thompson KCMG PC QC (Halifax, 10 de novembro de 1845 – Windsor, 12 de dezembro de 1894) foi um advogado, juiz, professor e político canadense que serviu como Primeiro-ministro do Canadá de 1892 até sua morte, tendo anteriormente também ocupado o cargo de Primeiro-ministro da Nova Escócia por dois meses em 1882.